# Alfred Rutz
Alfred Rutz (Zurigo, 6 novembre 1953) è un flautista svizzero.

## Biografia
Alfred Rutz ha studiato con James Galway a Berlino e con Ursula Stalder-Burkhard e André Jaunet a Zurigo. Si è perfezionato con Aurèle Nicolet presso l’Accademia Musicale Superiore di Friburgo di Brisgovia. Nel 1978 è stato premiato con la “Médaille de bronze à l’unanimité” e il Premio Paul Streit al Concorso Internazionale di Ginevra. Nel 1981 gli è stato assegnato il “Premio di Solista” dell’Associazione dei Musicisti Svizzeri. Dal 1981 al 2013 è stato Primo Flauto dell’Orchestra della Svizzera Italiana. È docente presso la Scuola Universitaria di Musica del Conservatorio della Svizzera Italiana di Lugano.

## Discografia
- Alfred Rutz, flute; Musica Helvetica; SBC (Swiss Broadcasting Corporation) MH NST-12 LP
- Giuliani: Grosse Sonate für Flöte und Gitarre. Alfred Rutz, Querflöte; Emanuele Segre, Gitarre; Mozart: Divertimento KV 439/B. Elisabeth Ganter, Klarinette; András von Tószeghi, Viola; Thomas Usteri, Viola; Bach: Toccata BWV 914 in e-moll. Gloria Vanoli, Cembalo; Solosuite für Viola in G-Dur. András von Töszeghi, Viola; Flackton: Sonate für Viola und Cembalo. András von Tószeghi, Viola; Gloria Vanoli, Cembalo; ALOIV; 704 (LP)
- Derungs, Gion Antoni: Purtret musical per il 75avel anniversari. Radio Rumantsch

- Esperienze. Giovani compositori ticinesi. Ivo Antognini, Maria Bonzanigo, Giorgio Giuffré, Sergio Menozzi, Mario Pagliarani, Fabio Tognetti, Nadir Vassena, Pietro Viviani, Radio della Svizzera italiana 313-2
- Martha Argerich and friends. Live from Lugano 2013, Warner Classics 825646312207
- Progetto Martha Argerich 2013; Radio della Svizzera italiana
- San Martino. Quattro concerti di primavera; CDEL 001